# ولادمیر جرمینو باریتو
ولادمیر جرمینو باریتو (به پرتغالی: Vlademir Jeronimo Barreto) مهاجم اهل برزیل است که در شهر سانتو آندره و در تاریخ ۱ اکتبر ۱۹۷۹ به دنیا آمده‌است.
ولادمیر جرمینو باریتو در تیم‌های فوتبال Independente de Limeira سابقهٔ حضور دارد.